# Фолкнер, Эдвард
Филден Эдвард Фолкнер II (англ. Fielden Edward Faulkner II; род. 29 февраля 1932, Лексингтон, Кентукки) — американский характерный актёр театра и кино.
Наиболее известен по ролям в фильмах о Джоне Уэйне, включая «Хеллфайтеров» и «Непобежденного». Он также сыграл небольшие роли в других фильмах и телесериалах, включая «Драгнет», Бонанза, Сыромятная плеть, Дымок из ствола, ФБР (телесериал, 1965), Остров Гиллигана и «Шоу Тима Конвея». Прежде чем стать актёром, Фолкнер в течение 2 лет служил в Военно-воздушных силах США в качестве пилота истребителя, в конце концов покинув службу в звании первого лейтенанта.